# Paradrino atrisetosa
Paradrino atrisetosa är en tvåvingeart som beskrevs av Hiroshi Shima 1984. Paradrino atrisetosa ingår i släktet Paradrino och familjen parasitflugor. Inga underarter finns listade i Catalogue of Life.